# Edward James Roye
Edward James Roye, né le 3 février 1815 à Newark en Ohio et mort le 11 février 1872 à Monrovia, est le cinquième président du Liberia de janvier 1870 à octobre 1871.